# Rothenthurm
Rothenthurm é uma comuna da Suíça, no Cantão Schwyz, com cerca de 2.062 habitantes. Estende-se por uma área de 22,82 km², de densidade populacional de 90 hab/km². Confina com as seguintes comunas: Alpthal, Einsiedeln, Oberägeri (ZG), Sattel, Svitto (Schwyz).
A língua oficial nesta comuna é o Alemão.